# 8818 Hermannbondi
8818 Hermannbondi eller 1985 RW2 är en asteroid i huvudbältet som upptäcktes den 5 september 1985 av den belgiske astronomen Henri Debehogne vid La Silla-observatoriet. Den är uppkallad efter kosmologen Hermann Bondi.
Asteroiden har en diameter på ungefär 9 kilometer och den tillhör asteroidgruppen Astrid.